# Melviče v Ziljski dolini
Melviče v Ziljski dolini (nemško Mellweg) je naselje občine Šmohor - Preseško jezero v okraju Šmohor na Koroškem v Avstriji.